# Вісцеральний лейшманіоз
Вісцеральний лейшманіоз (також кала-азар, чорна гарячка, гарячка Думдум, англ. Visceral leishmaniasis, kala-azar, black fever, and Dumdum fever) — хвороба, яка входить до групи лейшманіозів. Вісцеральний лейшманіоз — потенційно летальне поширене системне захворювання, яке характеризується темними висипаннями на шкірі, а також пентадою клінічних ознак: гарячка, втрата ваги, гепатоспленомегалія, панцитопенія та гіпергаммаглобулінемія. Хворобу з 1990 року відносять до ВІЛ—асоційованих інфекційних хвороб. Про такі випадки повідомляється з більш ніж 35 країн. Спочатку це відбувалося у Південно-Західній Європі, але нині кількість коінфікованих пацієнтів зростає, особливо в Ефіопії, Бразилії та Південній Азії. Повідомлено про коінфекцію у 4,5% пацієнтів з ВІЛ.

## Історичні відомості
У 1900—1903 роках В. Лейшман та Ч. Донован знайшли в селезінці хворих на гарячку думдум («кала-азар») збудника, який був надалі детально описаний А. Лавераном та Ф. Меснілом, що дали йому назву Leishmania donovani та визначили його таксономічну приналежність. У 1921 році брати Едуард та Етьен Серженти з співавторами експериментально довели роль москітів у поширенні лейшманіозів.

## Етіологія
Збудники різних форм лейшманіозів відносяться до найпростіших та мають значну морфологічну схожість. Їх на даний момент знайдено близько 20. Основні види — це Leishmania donovani — саме збудник вісцерального лейшманіозу, L. tropica, L. mexicana, L. brasiliensis.
Лейшманії можуть перебувати в двох стадіях — амастигота (а + грец. mastigos — бич, батіг, тобто «без бича», безджгутикова, внутрішньоклітинна) і промастигота (джгутикова). Амастиготи є паразитами клітин СМФ хребетних. Джгутикова стадія спостерігається в організмі москітів-переносників. Паразитуючи в організмі хребетних, лейшманії піддаються значним морфологічним змінам, набувають форму яйцеподібних або округлих нерухомих амастигот, які розташовані, зазвичай, внутрішньоклітинно, найбільше у макрофагах (до 100), клітинах сполучної тканини. Промастигота має веретеноподібну будову — джгутик відходить від переднього кінця паразита. За допомогою джгутика здійснюється активний рух паразита.
Лейшманії мають певну спільність антигенів з мікобактеріями і трипаносомами, що може стати причиною діагностичних помилок при проведенні серологічних реакцій. Окремі штами лейшманій адаптовані до різних видів тварин і володіють різноманітною тропністю до різних органів і тканин.
Детальніші відомості з цієї теми ви можете знайти в статті Лейшманія.
Детальніші відомості з цієї теми ви можете знайти в статті Leishmania donovani.

## Епідеміологічні особливості
Джерело інфекції і резервуар при вісцеральному лейшманіозі — собаки, а також дикі тварини з родини псових (шакали, лисиці) і хвора людина. Вісцеральний лейшманіоз поширений у регіонах тропічного і субтропічного клімату, а от північніше він зустрічається у вигляді спорадичних випадків переважно у Середній Азії, Закавказзі та Південному Казахстані. Сезонність лейшманіозу пов'язана з біологією переносників. Особливо висока захворюваність серед осіб, які приїхали в ендемічний осередок.
Основним механізмом передавання лейшманіозів є трансмісивний. Специфічними переносниками лейшманіозів Старого Світу є різні види москітів, що відносяться до роду Phlebotomus. Це невеликі двокрилі комахи (завдовжки 1,2-5 мм), їх місця розмноження — нори гризунів, підпілля житлових приміщень, звалища сміття, гнізда птахів, тріщини скель, печери. У тропічних країнах москіти зустрічаються впродовж всього року, в Середній Азії — в теплу пору року (починаючи з травня). Кров'ю тварин і людини харчуються тільки самки. Амастиготи, що потрапили в шлунок москіта, через декілька годин перетворюються на промастиготи, які розмножуються в кишечнику і на 4–5-у добу скупчуються у глотці. Заразливими москіти стають через 5–8 діб після всмоктування у шлунок інфікованої крові. Лейшманії зберігаються в організмі комахи пожиттєво. Хвора людина не є заразною для здорових при відсутності переносника.
Разом з основним трансмісивним механізмом передачі, в окремих випадках можливі й деякі інші механізми: гемоконтактний — при переливанні інфікованої крові, статевому контакті з хворим на вісцеральний лейшманіоз. В ендемічних районах особлива група ризику — ВІЛ-інфіковані та пацієнти, що одержують імуносупресивну терапію.

## Патогенез
Патогенез і патологоанатомічна картина істотно не відрізняється при різних географічних підвидах, маючи незначні окремі особливості. Воротами інфекції служить шкіра. На місці укусу зараженим москітом через декілька днів (або тижнів) виникає невелика папула або виразка. Тут й відбувається первинне розмноження лейшманій. Потім лейшманії гематогенно поширюються по всьому організму і фіксуються в органах системи мононуклеарних фагоцитів (СМФ). Там йде активне розмноження і накопичення амастигот, що періодично надходять у кров. Розмноження лейшманій у клітинах СМФ приводить до пошкодження органів, виявляється збільшенням і порушенням функцій печінки, селезінки, лімфатичних вузлів, ураженням кісткового мозку і травного тракту. В органах СМФ розвиваються некротичні і дегенеративні процеси, виявляється скупчення лейшманій, відбувається розростання сполучної тканини. При прогресуванні захворювання формується псевдосиндром Банті (спленомегалія, гіпопластична анемія, порушення кровообігу в селезінковій і ворітній венах); в печінці — фіброз і формування цирозу. Практично у всіх органах, куди проникають макрофаги, що містять лейшманії, виявляються паразити (серце, надниркові залози, кишечник), в окремих випадках можуть бути причиною виразок (тонкий кишечник, слизова рота, носа, мигдалин). Продукти метаболізму і загибелі лейшманій приводять до розвитку інтоксикації. Ураження кровотворних органів приводить до вираженої гіпергамаглобулінемії, лейкопенії за рахунок зниження числа гранулоцитів і прогресуючої анемії. Зменшується тривалість життя лейкоцитів і тромбоцитів. Дуже страждає імунна система, на яку впливають як самі лейшманії, так і продукти їхнього метаболізму і розпаду. У ході паразитарного процесу відносно повільно накопичуються специфічні антитіла. Разом з виробленням антитіл на специфічні антигени лейшманій, відбувається утворення аутоантитіл. Таким чином, в патогенезі вісцерального лейшманіозу значне місце займають імунопатологичні процеси. Імунні комплекси здійснюють додаткову дію, що пошкоджує нирки. Виникнення, перебіг і результат вісцерального лейшманіозу багато у чому залежить від стану імунної системи та функції Т-лімфоцитів. Якщо стимуляція клітинного імунного захисту була достатньою, то лейшманії знищуються повністю або захворювання перебігає субклінічно, якщо слабкою — розвивається симптомна хвороба. Можлива тривала безсимптомна присутність лейшманій в організмі зараженого, що реєструється переважно в країнах Південної Європи, а захворювання може розвинутися на тлі імунодефіциту. Співвідношення безсимптомних і клінічно виражених форм доходить до 5:1.
До лейшманіозу особливо схильні люди, які страждають якими-небудь хронічними захворюваннями, дефіцитом харчування. Частою супутньою інфекцією виступає туберкульоз. Захворювання має схильність до затяжного і хронічного перебігу. У прибулих контингентів захворювання перебігає гостріше з частим розвитком ускладнень. Клінічне одужання не завжди свідчить про повне звільнення організму від лейшманій. Іноді (саме при індійському варіанті вісцерального лейшманіозу) розвиваються лейшманоїди (множинні невеликі вузлики на шкірі, що містять лейшманії), які зберігаються впродовж років і навіть десятки років. Після перенесеного захворювання імунітет формується проти гомологічного штаму, перехресного імунітету зазвичай немає. Реінфекція можлива за наявності імунодефіциту.

## Класифікація
Хоча існує велика кількість географічних підвидів лейшманіозу (наприклад, індійський вісцеральний лейшманіоз (кала-азар); середземноморсько-середньоазіатський вісцеральний лейшманіоз тощо), але згідно з МКХ-10 виділяють:
- В55.0 Лейшманіоз вісцеральний;
- В55.9 Лейшманіоз неуточнений;

Клінічно виділяють при цьому:
- Перебіг: гострий, підгострий, хронічний, латентний, субклінічний.
- Період: початковий, маніфестний, термінальний (кахектичний).
- Ступінь тяжкості: легкий, середньої тяжкості, тяжкий.

## Клінічні ознаки
Інкубаційний період триває від 3 тижнів до 1 року (рідко до 2–3 років) і в середньому становить 6-8 міс. Початкові прояви хвороби нерідко залишаються непоміченими.
У початковому періоді спостерігаються загальна слабкість, зниження апетиту, адинамія, невелике збільшення селезінки. Нерідко зміни в місці укусу москіта (первинний афект), але це часто пропускають хворі.
У періоді розпалу з'являється гарячка — кардинальний прояв вісцерального лейшманіозу. Температурна крива зазвичай хвилеподібна. Підйоми температури тіла до 39-40°С замінюються ремісією. Тривалість гарячки — від декількох днів до декількох місяців, а от тривалість ремісії — від декількох днів до 1-2 міс.
Збільшення та ущільнення печінки і селезінки — постійні ознаки вісцерального лейшманіозу. Селезінка часто може займати велику частину черевної порожнини. Збільшення розмірів селезінки відбувається швидкими темпами, особливо на 3-6-й місяці хвороби, потім вона збільшується повільніше. Збільшення печінки зазвичай менш значуще. При пальпації селезінка і печінка щільні, але безболісні. Біль розвивається лише при розвитку периспленіту і перигепатиту (запалення зовнішніх капсул цих органів). Поява асциту і набряків можлива через портальну гіпертензію, чому також сприяє гіпоальбумінемія. Відбуваються порушення функції травного тракту, що проявляється діареєю.
Через збільшення печінки, селезінки серце зміщається праворуч, тони його стають глухими, визначається тахікардія як в період гарячки, так і в періоди ремісії, артеріальний тиск зазвичай понижений. По мірі розвитку анемії та інтоксикації ознаки серцевої недостатності наростають.
У патологічний процес залучаються як периферичні, так і вісцеральні лімфовузли з розвитком мезаденіту, бронхоаденіту, хоча при індійському варіанті вісцерального лейшманіозу лімфаденіт не є частим. У дітей частим є набряк стоп. Можуть спостерігатися зміни волосся, такі як алопеція, випадіння вій.
Шкіра зазвичай стає блідою із земляним відтінком. А от при індійському варіанті вісцерального лейшманіозу шкіра може поступово набувати темного, майже чорного кольору (звідси назва «чорна хвороба»), що зв'язано, мабуть, з гіпоадренокортицизмом (зниження функції надниркових залоз як при аддісоновій хворобі), як наслідок гематогенного занесення лейшманій у кору надниркових залоз. Іноді спостерігається геморагічний синдром. Волосся втрачає блиск, стає сухим і ламким. Відбувається зниження маси тіла. Можливий некроз мигдаликів, слизових оболонок рота, ясен. Може приєднуватися вторинна інфекція, виникати інфаркт селезінки. У 10 % хворих на індійський варіант вісцерального лейшманіозу може розвинутися шкірні лейшманоїди, що містять в собі лейшманії, які можуть зберігатися в них упродовж років і навіть десятиріччями. Таким чином, хворий з шкірним лейшманоїдом — це сталий резервуар збудника і джерело інвазії москітів на довгі роки.
У термінальний (передсмертний) період розвивається кахексія, м'язовий тонус різко понижений, шкіра потоншується, через черевну стінку чітко проступають контури сильно збільшених селезінки й печінки.

## Ускладнення
Приєднання різноманітної вторинної інфекції, виникнення нефриту, цирозу печінки, злоякісної анемії, агранулоцитозу, ДВЗ-синдрому, набряку гортані, виразкового стоматиту, номи, ентериту або ентероколіту.
Прогноз завжди несприятливий при тяжких і ускладнених формах, особливо за відсутності своєчасного лікування, часто закінчується летальним наслідком. При легких формах нерідко спостерігається спонтанне одужання. У ВІЛ-інфікованих перебіг набуває злоякісного характеру і супроводжується резистентністю до специфічних лікувальних препаратів, унаслідок чого тривалість життя таких хворих значно скорочується. При своєчасно початому етіотропному лікуванні — прогноз сприятливий.

## Діагностика
Клінічні критерії діагностики:
- перебування в ендемічній зоні;
- тривала, хвилеподібна, неправильна гарячка, яка не піддається лікуванню антибактеріальними препаратами;
- генералізований лімфаденіт, збільшення печінки і селезінки (спленогепатомегалія);
- помірна інтоксикація;
- темне забарвлення шкіри, часто — петехіальний висип, кровотечі;
- схильність до хронічного перебігу з рецидивами і загостреннями;
- прогресуюча кахексія;
- розвиток лейшманоїдів;

Лабораторні критерії діагностики:
У гемограмі визначається значне зниження кількості еритроцитів, вмісту гемоглобіну, кольорового показника. Характерні пойкилоцитоз, анізоцитоз, анізохромія. Виявляється значна лейкопенія, нейтропенія при відносному лімфоцитозі. Постійна ознака — анеозинофілія. Лейкопенія супроводжується тромбоцитопенією. Здатність крові згущуватися та резистентність еритроцитів понижені. ШОЕ різко підвищується до дуже високих цифр.
Специфічні методи діагностики:
Клінічний діагноз вісцерального лейшманіозу, як правило, підтверджується паразитологічно. Лейшманії виявляються в крові (мазок, товста крапля). Найнадійніший метод — вивчення пунктатів кісткового мозку, селезінки або печінки, де лейшманії легко виявляються (фарбування за Романовським—Гімзою або за Браун-Гоппсом). Проводиться також посів пунктату для отримання культури збудника (поживне середовище Шнейдера або NNN). Іноді вдаються до трепанобіопсії клубової кістки, біопсії лімфовузлів. З успіхом використовуються РІФ, ІФА, РЗК, РЛА з антигеном з культури лейшманій, біологічна проба (зараження хом'яків). Треба мати на увазі, що майже у половини хворих на ВІЛ-інфекцію і вісцеральний лейшманіоз результати серологічних тестів бувають негативними. Все більше для діагностики застосовується ПЛР.
Допомогу в постановці діагнозу в ендемічних вогнищах надає найпростіша реакція на виявлення гіпергамаглобулінемії, присутньої у хворих з вісцеральним лейшманіозом — поява білого забарвлення сироватки, що містить підвищену концентрацію γ-глобуліну, при змішуванні її з 40 % формаліном ― реакція Нейпіра. Однак наразі частіше проводять електрофоретичне дослідження протеїнограми. Шкірний тест Монтенегро не має особливого діагностичного значення для верифікації гостроти процесу, адже він може бути позитивним або негативним при дермальному лейшманоїді й використовується для ретроспективної діагностики у зв'язку з тим, що стає позитивним не раніше ніж через 6 місяців після одужання.

## Лікування
За відсутності лікування хвороба призводить до смерті за 2-3 роки. При лікуванні хворих необхідно проводити постійний контроль ефективності лікування. Слід ізолювати хворих від інших пацієнтів, які могли стати причиною виникнення різних додаткових інфекцій у хворих на вісцеральний лейшманіоз. Необхідне посилене харчування з достатньою кількістю білків і вітамінів, оскільки хворі нерідко кахектичні.
В Україні єдиним наразі дозволеним протилейшманіозним препаратом є амфотерицин В. У світі він рекомендується за відсутності ефекту від препаратів сурми або за наявності тяжкого перебігу. Амфотерицин В призначається за розрахунком 0,25–1 мг/кг ваги тіла, препарат вводять повільно внутрішньовенно в 5 % розчині глюкози щодня або через день. Курс лікування триває до досягнення курсової дози 20 мг/кг.
У світі рекомендують для етіотропного лікування першої лінії будь-яких форм вісцерального лейшманіозу застосовувати препарати 5-валентної сурми: натрію стібоглюконат або меглумін антімонат. Внутрішньовенне введення проводять повільно, впродовж 5-10 хвилин, краще за допомогою помпи. Можливо розведення добової дози в 50-100 мл 5 % глюкози або декстрози для внутрішньовенного крапельного введення. Розрахунок добової дози в середньому складає 20 мг/кг (з розрахунку по сурмі). Ін'єкції здійснюються щодня, курс — до 30 днів. При рецидиві захворювання курс повторюють через 14-добовий інтервал.
Для лікування вісцерального лейшманіозу також застосовують як препарати другої ланки: пентамідін ізотіонат — 4 мг/кг через день упродовж 11 тижнів; паромоміцин — по 15 мг/кг щодня внутрішньом'язово протягом 30 днів, амінозідін, який, до речі, можна вводити одночасно з препаратами 5-валентної сурми різними шприцами у різні місця.
Перший пероральний препарат для лікування вісцерального лейшманіозу — мілтефозін, зареєстрований в Індії після проведення повноцінних випробувань. Передбачається, що цей препарат замінить препарати 5-валентної сурми і амфотеріцін В як ліки першої лінії. ВООЗ вважає доцільним використання мілтефозіна у всіх високоендемічних країнах.
Крім специфічних засобів, необхідна патогенетична терапія і профілактика приєднання бактерійної інфекції. Слід використати препарати заліза і фосфору (для прийому всередину), вітамін B12, повноцінне харчування, збагачене тваринним білком і вітамінами. При вираженій анемії проводять переливання еритроцитарної маси; при кровотечі проводиться гемостатична терапія; при виникненні або загрозі бактерійних ускладнень — антибіотики. Якщо гематологічні показники досягають критичних величин, лікування виявляється неефективною, то застосовується операція відчаю — спленектомія.

## Профілактика
Загальна профілактика полягає в ранньому виявленні, ізоляції, госпіталізації і лікуванні хворих, контролі ефекту від лікування, захисті людей від нападу москітів і боротьбі з ними. Проводиться захист людей від нападу москітів і боротьба з ними (знищення місць їх виплоду, застосування інсектицидів, сіток). Здійснюються заходи щодо ліквідації бродячих собак і контролю захворюваності (санація) домашніх собак та інших інфікованих тварин з використанням серологічних тестів. Ретельне очищення житлових і виробничих будівель та дворів з подальшою дезінфекцією 10 % розчином хлорного вапна забезпечує знищення личинок москітів. Специфічна профілактика вісцерального лейшманіозу розробляється.